# Mechiel Versluis
Mechiel Versluis (Ooststellingwerf, 29 juli 1987) is een Nederlandse roeier. Hij vertegenwoordigde Nederland bij verschillende grote internationale wedstrijden.

## Biografie
Versluis begon in december 2006 zijn roeicarrière bij R.S.V.U. Okeanos in Amsterdam. In 2008 mocht hij deelnemen aan de FISU WK (studenten WK) waar hij een zilveren medaille behaalde. Het jaar erop behaalde hij een dertiende plaats op het WK voor neo-senioren in Sportcentrum Račice. In 2010 behaalde hij met de Holland Acht een zilveren medaille bij de wereldbekerwedstrijden in Bled.
In 2012 werd hij op het onderdeel vier zonder stuurman vijfde bij de wereldbekerwedstrijden in Belgrado. Hiermee dwong hij een kwalificatie af voor de Olympische Spelen van Londen. Met zijn teamgenoten Boaz Meylink, Ruben Knab en Kaj Hendriks behaalde hij de vijfde plaats in de finale. In 2013 behaalde Versluis in de vier zonder stuurman samen met Meylink, Hendriks en Robert Lücken zowel bij het EK als bij het WK Roeien een gouden medaille.
In aanloop naar de Olympische Spelen in Rio de Janeiro in 2016 werd er een nieuwe Holland Acht geformeerd, waarbij de basis gevormd werd door de succesvolle "vier", inclusief Versluis. Na een stroeve start en slechte resultaten in de eerste jaren haalde Nederland op het onderdeel Acht bij de Spelen uiteindelijk een bronzen medaille. Met dezelfde boot behaalde Versluis in 2017 tijdens de Europese Kampioenschappen wederom brons.
In 2019 maakte Versluis deel uit van de acht die op de Wereldkampioenschappen in het Oostenrijkse Ottensheim het zilver wist te winnen. Ook bij de Europese kampioenschappen van 2020 en 2021 zat Versluis in de acht, beide keren met brons als resultaat.
Naast roeien doet hij aan fietsen en hardlopen.

## Palmares

### Vier zonder stuurman
- 2009: 11e Wereldbeker - 6.29,02
- 2009: 13e WK U23 - 6.06,03
- 2010: 17e Wereldbeker III - 6.06,29
- 2012: 5e Wereldbeker I - 5.58,30
- 2012: 9e Wereldbeker II - 6.04,31
- 2012: 5e OS - 6.14,78
- 2013:  EK - 6.21,79
- 2013:  WK - 6:13,95

### Acht met stuurman
- 2008:  FISU WK
- 2010:  Wereldbeker I - 5.37,74
- 2014: 8e WK - 5.25,78
- 2015:  WK - 5.38,09
- 2016:  OS - 5.31,59
- 2017:  EK - 5.31,05
- 2018:  EK - 5.29,51
- 2019:  WK - 5.19,96
- 2020:  EK - 5.34,21
- 2021:  EK - 5.32,25

Boaz Meylink · 
Ruben Knab · 
Kaj Hendriks · 
Mechiel Versluis
Kaj Hendriks · 
Robert Lücken · 
Boaz Meylink · 
Boudewijn Röell · 
Olivier Siegelaar · 
Dirk Uittenbogaard · 
Mechiel Versluis · 
Tone Wieten · 
Peter Wiersum (stuurman)